# نورون

نورون یکی از انواع یاخته‌های عصبی است

نورون یا پیانژه (به انگلیسی: neuron) سلولی است تحریک‌پذیر که در دستگاه عصبی جانداران، پتانسیل عمل ایجاد می‌کند.تحریک ناگهانی بسیار زیاد غیرطبیعی نورون‌ها و برخی دیگر از سلول های مغزی موجب تشنج می شود. و تشنج های دائمی که دیگر یک اختلال شده است و باید برای کنترل آنها اقدام پزشکی کرد را بیماری صرع(به انگلیسی: Epilepsy)می‌نامند. همچنین اگر به دلیل یک اختلال حاد و مزمن که در آن گلبول های سفید(دستگاه ایمنی بدن)، به میلین نورونها به اشتباه آسیب وارد کنند و قطعاً باعث قطع ارتباطات شبکه‌ای عصبی شوند، بیماری اِم.اِس است که از علائم آن انقباض و اسپاسم ناگهانی یا تدریجی عضلات اغلب بالاتنه بدن، خشکی گردن، اختلال بینایی متوسط تا شدید، سرفه های خشک، عدم تعادل بدن، آسیب به حواس پنجگانه و دردهای متوسط تا شدید اغلب عضلانی و... هستند. اِم.اِس امروزه درمان های نوینی پیدا کرده است که شامل تزریق داروهای اینترفرون، داروهای ضد اسپاسم، داروهای ضدافسردگی سه حلقه‌ای، مصرف برخی از مکمل‌های غذایی، مولتی ویتامینها، داروهای ضد تشنج، داروهای ضداضطراب مانند بنزودیازپین‌ها، و از همه مهم تر متاسفانه مصرف الزامی داروهای سرکوب‌گر دستگاه ایمنی بدن است.در اغلب موارد این بیماری سخت درمان ۱۰۰ درصدی ندارد. اما کنترل آن تا حد زیادی با داروها میسر است. استفاده از مکمل های بدنسازی به خصوص افزایش دهنده قدرت ایمنی بدن، غذاهای چرب و شور و درکل ناسالم،ورزش های سنگین و از همه مهم تر استرس(فشار روانی) سبب تشدید این بیماری و حتی عدم عملکرد موثر داروها می گردد. این بیماری باید توسط یک متخصص مغز و اعصاب درمان و مدیریت شود. افرادی هستند که فوق تخصص مغز و اعصاب می باشند اما اغلب جراحان اعصاب هستند. بهترین کار مراجعه به یک فلوشیپ تخصصی M.S است.فلوشیپ‌ها یک مدرک خاص در انواع تخصص های مختلف دارند اما حداقل در ایران تعداد این افراد کم است و بیشتر در شهرهای بزرگ فعالیت دارند. برای کاهش سطح استرس و اضطراب و خصوصاً افسردگی که رابطه نیمه-مستقیمی نیز با M.S دارد؛ مراجعه به یک روانشناس مجرب ایده عالی محسوب می شود. این بیماری با رشته های  روانپزشکی و علوم اعصاب هم ارتباطاتی دارد اما باید از مراجعه اولیه به این متخصصین خودداری کرد. تنها درس مشترک اعصاب و روان و مغز و اعصاب فقط تشخیص بیماری های عصبی به وسیله الکتروآنسفالوگرافی یا همان نوار مغز است.

## توضیحات کلی
نورون‌ها یکی از حساس ترین و مهم ترین یاخته های بدن هستند. تقریباً تمامی بخش جامد و نیمه جامد اعصاب مغزی-نخاعی بدن را نورونها و دیگر سلول‌های مشابه، با ساخت بافتهای عصبی ایجاد کرده اند.  
نورون ها 3 نوع هستند تک قطبی دو قطبی و چند قطبی .

ساختار نورون.

## واژگان
- نورون (متداول)
- پیانژه[۷]
- سلول عصبی
- یاخته عصبی
- نیورُن ( تلفظ بریتانیایی، آلمانی و فرانسوی)

نورون از کلمه یونانی νεῦρον وارد دیگر زبان‌های اروپایی شده است؛ که خود مشتق از کلمه نیا-آریایی neyH  است که در کلماتی چون نیرو وجود دارد.

## نورون‌ها
یاخته‌های دستگاه عصبی به دو نوعند:
- یاخته‌های انگیزش پذیر (نورون) که مسئول انتقال پیام‌ها هستند.
- یاخته‌های تحریک ناپذیر مانند (نوروگلیاها در بر گیرنده:آستروسیت‌ها، میکروگلیال‌ها، و الیگودندروسیت‌ها) و یاخته‌های شوان

نورون‌ها سه ویژگی هدایت،انتقال و تحریک پذیری را دارند.  پی یاخته‌ها قابلیت  تقسیم ندارند.
نورون شامل دندریت‌ها (دارینه‌ها)، یک جسم یاخته ای، یک آکسون (آسه) و پایانه‌های سیناپسی است. اغلب نورون‌ها از راه زائده‌هایی به نام دندریت داده‌ها را دریافت کرده و از راه زائده‌های دیگری به نام آکسون داده‌ها را به یاخته سپسین ترارسانی می‌کنند. جسم یاخته‌ای نورون‌ها، پریکاریون نام دارد. از لحاظ عملکردی یک نورون شامل بخش گیرنده (دندریت‌ها)، بخش ادغام (جسم یاخته ای) و بخش انتقال دهنده پیام عصبی (آکسون‌ها) می‌باشد. در اصطلاح به این مفهوم که تمام اطلاعات پردازش شده در نورون در یک جهت حرکت می‌کند قطبیدگی می‌گویند.
مانند هر ساختار دیگری این ساختار نیز باید ذراتش به روشی کنار هم نگه داشته شود. غشاء خارجی نورون‌ها از ذراتی با ساختار چربی تشکیل شده. به دور این غشاء اسکلت یاخته‌ای که از لوله‌های توبولی و پروتئین‌های فیلامنتی تشکیل شده، پیچیده شده است. درست مانند چادری که بر روی ساختار لوله‌ای پایه اش بنا شده. بخش‌های مختلف یک نورون دائماً در حال حرکت هستند. در طول این پروسه تغییر شکل و نوآرایی این بخش‌ها در حقیقت بیانگر میزان فعالیت خود یا بخش‌های مجاور خود است. دندریت‌ها تغییر شکل می‌دهند، روابط جدیدی برقرار می‌کنند یا ممکن است به برخی روابط خاتمه دهند. آکسون‌ها می‌توانند در زمانی که سلول عصبی می‌خواهد به اصطلاح با صدای بلندتری با سلول‌های مجاور صحبت کند (با شدت بیشتری با سلول‌های مجاور ارتباط برقرار کند) پایانه‌های جدیدی ایجاد کنند.
سرعت تولید نورون‌ها در جنین: در اوج رشد مغز جنین، سیستم عصبی با سرعت خیره‌کننده‌ای حدود 250,000 نورون در دقیقه تولید می‌شود. این فرآیند شگفت‌انگیز در سه ماهه دوم بارداری به اوج خود می‌رسد و تا پایان بارداری، جنین تقریباً تمام نورون‌های مورد نیاز برای بقیه عمرش را دارد.
نورون‌ها تقسیم نمی‌شوند: برخلاف سایر سلول‌های بدن که دائماً در حال تقسیم و جایگزینی هستند، نورون‌های بالغ توانایی تقسیم شدن را از دست می‌دهند. این ویژگی منحصر به فرد به این معنی است که ما باید از نورون‌های موجود خود به خوبی مراقبت کنیم، چرا که جایگزینی برای آنها وجود ندارد.
سلول‌های گلیال: نورون‌ها تنها 10% از سلول‌های مغز را تشکیل می‌دهند و 90% باقیمانده سلول‌های گلیال هستند. این سلول‌های پشتیبان نقش‌های حیاتی در تغذیه نورون‌ها، عایق‌بندی آکسون‌ها و دفاع از سیستم عصبی ایفا می‌کنند.
تراکم نورون‌ها: در هر میلی‌متر مکعب از بافت قشر مغز (به اندازه یک دانه ماسه کوچک)، حدود 100,000 نورون وجود دارد. این تراکم فوق‌العاده به مغز اجازه می‌دهد تا حجم عظیمی از اطلاعات را در فضای محدودی پردازش کند.
انعطاف‌پذیری مادام‌العمر: برخلاف تصورات قدیمی، مغز می‌تواند تا آخر عمر به ایجاد اتصالات جدید بین نورون‌ها ادامه دهد. این پدیده که نوروپلاستیسیتی نام دارد، پایه علمی یادگیری مداوم و توانایی بهبود پس از آسیب‌های مغزی است. حتی در 90 سالگی هم مغز می‌تواند مسیرهای عصبی جدیدی ایجاد کند!
مصرف انرژی: با وجود اینکه مغز فقط 2% از وزن بدن را تشکیل می‌دهد، نورون‌ها حدود 20% از انرژی و 25% از اکسیژن مصرفی بدن را استفاده می‌کنند. این مصرف انرژی بالا به دلیل فعالیت الکتروشیمیایی مداوم نورون‌ها است.
طول عمر: برخی از نورون‌های شما از زمانی که جنین بودید تاکنون زنده مانده‌اند و ممکن است بیش از 100 سال عمر کنند. این نورون‌های با تجربه تمام خاطرات، مهارت‌ها و دانش شما را در خود نگه می‌دارند.
سرعت انتقال: سریع‌ترین نورون‌ها می‌توانند پیام‌های عصبی را با سرعت 120 متر بر ثانیه (268 مایل در ساعت) منتقل کنند. این سرعت به شما اجازه می‌دهد تقریباً بلافاصله به محرک‌ها واکنش نشان دهید.
حافظه مولکولی: نورون‌ها می‌توانند الگوهای فعالیت خود را در سطح مولکولی ذخیره کنند. این ویژگی به آنها اجازه می‌دهد اطلاعات را برای دهه‌ها حفظ کنند و پایه بیولوژیکی حافظه بلندمدت است.
تنوع شگفت‌انگیز: در مغز شما حداقل 10,000 نوع مختلف نورون وجود دارد. هر نوع از این نورون‌ها برای عملکرد خاصی تخصص یافته‌اند، از تشخیص رنگ‌ها گرفته تا تنظیم ضربان قلب و تشکیل خاطرات عاطفی.

## ساختمان نورون
هر نورون می‌تواند اطلاعات را از نورون دیگر یا از محیط دریافت و به یاختهٔ بعدی منتقل کند. نورون‌ها از نظر شکل متفاوت اند اما همهٔ آن‌ها تقریباً یک ساختمان دارند. جسم یاخته‌ای که از آن شاخه‌های به نام دندریت بیرون می‌آید بخشی از نورون است که جسم یاخته‌ای به وسیله آن پیام‌های عصبی را از نورون یا محیط دریافت می‌کند؛ و از انتهای آن رشته بلندی به نام آکسون منشعب می‌شود.
جسم یاخته‌ای دارای هسته و چند هستک، نوکلئوپلاسم یا شیرهٔ هسته و توده‌های کروماتین است. در ساختمان شیمیایی سیتوپلاسم، مقدار زیادی چربی وجود دارد. شبکه آندوپلاسمی، دانه‌های ریبوزوم، میتوکندری، دستگاه گلژی و لیزوزوم از اجزای دیگر یاخته عصبی هستند. علاوه بر این، اجسام نیسل نیز دیده می‌شود که رنگ‌های قلیایی را به خود جذب می‌کند. این اجسام فقط در جسم یاخته‌ای و دندریت وجود دارد.
دور آکسون‌های سلول‌های عصبی می‌تواند غلاف‌هایی از جنس بافت پیوندی وجود داشته باشد که این غلافها می‌توانند در سرعت عمل ارسال پیام عصبی نقش زیادی را ایفا کند.

## دندریت و آکسون
دندریت (دارینه) : از زوائد نورون، یاخته‌های خونی معمولاً بیش از یک عدد، کوتاه و منشعب (بسیار بلند در نورونهای حسی، سلولهای پورکینیه در مخچه و سلولهای پیرامیدال در مغز)، دارای همه ارگانلها به جز دستگاه گلژی، ختم به انشعابات ظریف و متعدد در انتها. وظیفه آن گیرنده اصلی نورون (انتقا تحریکات دریافتی سایر نورونها یا یاخته‌های حساس به پریکاریون) است.
آکسون (آسه): زائده منفرد و بلند (گاهی با انشعابات جانبی). وظیفه آن انتقال تحریک از پریکاریون به سایر نورونها یا یاخته‌های سایر بافتها است. در نورونهای حسی کوتاه است و در نورون‌های رابط می‌تواند کوتاه یا بلند باشد.
- برخی یاخته‌های عصبی فاقد آکسون هستند (آماکرین در چشم) و گاهی آکسون کوتاهتر از دندریت است (مانند سلول‌های پورکینیه مخچه، پیرامیدال کورتکس مخ و نورونهای حسی).

## سیناپس (یوزگاه)
به محل ارتباط بین نورون‌ها یا نورون‌ها با سایر یاخته‌ها مثل غده و ماهیچه، سیناپس می‌گویند. نکته:(نورون حسی با حسی و حرکتی با حرکتی سیناپس نمی‌دهند) شایع‌ترین سیناپس، سیناپس بین آکسون یک نورون با دندریت نورون بعدی است.
به فضای بین این دو نورون، فضای سیناپسی می‌گویند. به نورونی که پیام عصبی (مثل درد، احساس گرسنگی و هر نوع پیام دیگری) را منتقل می‌کند، نورون پیش سیناپسی و به نورونی که پیام را دریافت می‌کند، نورون پس سیناپسی می‌گویند. انتقال پیام از یک نوع نورون به نورون دیگر ممکن است شیمیایی باشد؛ یعنی پیام با انتقال مواد شیمیایی خاصی (میانجی‌های عصبی یا نوروترنسمیتر) منتقل شود یا ممکن است الکتریکی باشد؛ یعنی پیام از طریق الکتریکی بین دو نورون منتقل شود.

### پیش سیناپس
می‌تواند سلول عصبی باشد و هم می‌تواند یک گیرنده حسی باشد، اگر سلول پیش سیناپس یک گیرنده حسی مانند نورونی باشد ناقل عصبی حتماً تحریکی است.

## ویژگی‌ها
دارای بخش‌هایی بر روی رشته‌ها (دندریت و آکسون) است که غلاف میلین نام دارد و جنس پروتئین و فسفولیپید است (از جنس غشاست).
نکته: قسمت‌هایی که غلاف میلین وجود ندارد گره‌های رانویه نامیده می‌شوند.
در رشته‌های میلین‌دار پیام عصبی بسیار پرشتابتر هدایت می‌شود (البته سرعت به قطر نورون هم مربوط می‌شود). (به صورت جهشی)
دستگاه عصبی آدمی دارای بیشتر از ۱۰۰ میلیارد نورون است. سیگنال‌های ورودی از راه سیناپس‌ها وارد نورون می‌شوند. این سیناپس‌ها بیشتر روی دارینه‌ها هستند، ولی بر روی جسم یاخته‌ای نورون نیز وجود دارند. در انواعی از نورون‌ها، ممکن است تا ۲۰۰ هزار تا از این ارتباط‌های سیناپسی از رشته‌های ورودی باشند.

## ساختار نورون
1. یک قطبی: دارای یک دندریت و یک آکسون که از یک نقطه جسم یاخته‌ای خارج می‌شود. (مانند نورونهای حسی گانگلیون نخاعی)
2. دو قطبی: دارای یک دندریت و یک آکسون که از دو نقطه جسم یاخته‌ای خارج می‌شود. (نورونهای حسی مخاط بویایی و نورونهای حسی گانگلیون عصب شنوایی)
3. چند قطبی: دارای چند دندریت و یک آکسون که از چند نقطه جسم یاخته‌ای خارج می‌شود. (مانند نورونهای حرکتی)

## انواع از نظر کار
نورون‌ها را بر مبنای کارهای آن‌ها می‌توان به سه دسته بخش کرد:
1. نورونهای حسی

نورونهای حسی از نوع آوران بوده و به محرک‌های معینی که به سیستم‌های حسی وارد می‌شوند (مثلاً نور، امواج صوتی، بساوایی یا پاره‌ای از مواد شیمیایی) واکنش نشان می‌دهند. این دسته نورونها دارای دندریت بلند و آکسون کوتاه هستند.
1. نورونهای حرکتی: نورونهای حرکتی از نوع وابران بوده و تکانه‌های الکتریکی را به سمتِ یاخته‌های ماهیچه‌ای یا غده‌ای هدایت می‌کنند و در دو مرحله به هدف حرکت می‌کنند. پیش گانگلیون (عصب اولیه) و پس‌گنگلیون (عصب ثانویه). این دسته از نورونها دارای آکسون بلند و دندریت کوتاه هستند.
2. نورونهای رابط: بیشتر نورونهای سامانه عصبیِ آدمی از نوعِ نورون‌های میانجی هستند. همانگونه که از نام این نورون‌ها می‌توان پنداشت، وظیفهٔ نورون‌های میانجی این است که پیام‌های ورودی را از نورونهای حسی یا از نورون‌های رابطِ دیگر دریافت کرده و در برابر تکانه‌هایی به نورونهای حرکتی یا دیگر نورون‌های میانجی بفرستند. در نخاع درون نخاع قرار دارند. این نورونها در ساختار خود دارای دندریت کوتاه و آکسون کوتاه یا بلند هستند.

در ساده‌ترین مثالِ فرضی، نورونِ حسی تکانه‌ها (پیام‌های عصبی) را به نورون میانجی می‌فرستد و آن نیز بهتر نوبهٔ خود تکانه‌ها را به نورونِ حرکتی ترارسانی می‌کند.
خ
ترارسانی پیام‌ها در نورون‌ها از راه وجود اختلاف پتانسیل میان درون و بیرون نورون است. این اختلاف پتانسیل در هنگام آرامش در بیشترین میزان و نزدیک به منفی ۷۰میلی ولت است که هنگام برانگیختگی با باز شدن کانال‌ها این اختلاف پتانسیل برای زمان کوتاهی صفر می‌شود و با برانگیختگی کانال‌های سپسین در درازای عصب پیام انگیزش ترارسانی می‌شود.